# Universidad de Ciencias y Humanidades
La Universidad de Ciencias y Humanidades (UCH) es una universidad privada ubicada en la ciudad de Lima, Perú, conformada como una Asociación Civil sin fines de lucro. Fue creada mediante Resolución N.º 411 del Consejo Nacional para la Autorización de Funcionamiento de Universidades (CONAFU), el 16 de diciembre del 2006, y autorizada con Resolución N.° 071-2017 publicada el 21 de noviembre de 2017.
El 21 de noviembre del 2017, la Superintendencia Nacional de Educación Superior (Sunedu) otorgó el licenciamiento a la universidad tras verificar el cumplimiento de las condiciones básicas de calidad exigidas.

## Áreas académicas

### Pregrado
| Facultad                                     | Programas académicos |
| -------------------------------------------- | --- |
| Ciencias e Ingeniería                        | - Ingeniería Electrónica con mención en Telecomunicaciones - Ingeniería de Sistemas e Informática - Ingeniería Ambiental - Ingeniería Industrial |
| Humanidades y Ciencias Sociales              | - Educación Inicial - Derecho - Comunicación y Medios Digitales - Educación Primaria e Interculturalidad                                         |
| Ciencias de la Salud                         | - Enfermería - Farmacia y Bioquímica - Nutrición y Dietética - Psicología                                                                        |
| Ciencias Contables, Económicas y Financieras | - Marketing y Negocios Internacionales - Administración - Contabilidad con mención en Finanzas                                                   |